# José Wilker
José Wilker de Almeida, né le 20 août 1944 à Juazeiro do Norte et mort le 5 avril 2014 (à 69 ans) à Rio de Janeiro, est un acteur et réalisateur brésilien, connu pour ses rôles dans de nombreux feuilletons comme Roque Santeiro en 1985. 

## Biographie
José Wilker est notamment célèbre pour son interprétation du personnage de Vadinho, un défunt revenu de la mort pour tourmenter Sonia Braga dans le film Dona Flor e Seus Dois Maridos en  1976. Ses autres rôles notables sont dans Dias Melhores Virão en 1990 et Le Plus Grand Amour du monde en 2006. Il décède d'un infarctus du myocarde à Rio de Janeiro le 5 avril 2014, âgé de 69 ans.

## Filmographie partielle

### Comme acteur

#### Au cinéma
- 1965 : A Falecida de Leon Hirszman :
- 1967 : El justicero
- 1968 : A Vida Provisória
- 1970 : Estranho triângulo : Valter
- 1972 : Os Inconfidentes : Tiradentes
- 1974 : Amor e Medo : le producteur de film
- 1975 : O Casal : Alfredo Giacometti
- 1975 : As Deliciosas Traições do Amor (segment Dois é Bom... Quatro é Melhor)
- 1975 : Ana, a Libertina
- 1976 : Xica da Silva : le comte de Valadares
- 1976 : Dona Flor et ses deux maris : Valdomiro 'Vadinho' Santos Guimarães
- 1976 : Confissões de Uma Viúva Moça : Emílio
- 1977 : Diamante bruto : José de Castro
- 1978 : Professor Kranz tedesco di Germania : Leleco
- 1978 : Batalha dos Guararapes : João Fernandes
- 1979 : O Bom Burguês : Lucas
- 1980 : Bye Bye Brasil : Lorde Cigano
- 1981 : Los crápulas
- 1981 : Bonitinha Mas Ordinária ou Otto Lara Rezende
- 1983 : Fiebre amarilla
- 1983 : O Rei da Vela : Abelardo Segundo
- 1985 : Fonte da Saudade
- 1986 : O Homem da Capa Preta : Tenório Cavalcanti
- 1986 : Baixo Gávea
- 1987 : Rio zone : le professeur
- 1987 : Besame Mucho
- 1987 : Leila Diniz
- 1988 : Prisoner of Rio : Salo
- 1989 : Solidão, Uma Linda História de Amor
- 1989 : Doida Demais : Noé
- 1989 : A Porta Aberta (court-métrage)
- 1990 : Filha da Mãe : Álvaro
- 1990 : Dias Melhores Virão : Wallace Caldeira
- 1992 : Medicine Man : Le Dr. Miguel Ornega
- 1997 : Pequeno Dicionário Amoroso
- 1997 : For All - O Trampolim da Vitória : Giancarlo
- 1997 : Guerra de Canudos : Antônio Conselheiro
- 2000 : Villa-Lobos - Uma Vida de Paixão : Donizetti
- 2002 : Dead in the Water : le père
- 2002 : Banquete (court-métrage)
- 2003 : O Homem do Ano : Sílvio
- 2003 : Viva Sapato! : Fernando
- 2003 : Maria, Mãe do Filho de Deus : Pilate
- 2004 : Onde Anda Você : Mandarim
- 2004 : Le Rédempteur :  docteur Sabóia
- 2006 : Le Plus Grand Amour du monde : Antônio
- 2006 : Canta Maria : Lampião
- 2008 : Sexo com Amor? : Jorge
- 2008 : Casa da Mãe Joana : Juca
- 2008 : Romance : Danilo
- 2009 : Embarque Imediato : Fulano
- 2009 : Heaven Garden (court-métrage)
- 2010 : O Bem Amado : Zeca Diabo
- 2010 : Elvis & Madona : Pachecão
- 2011 : A Melhor Idade (court-métrage)
- 2011 : A Hora e a Vez de Augusto Matraga : Joãozinho Bem-Bem
- 2012 : Mundo Invisível (court-métrage)
- 2013 : Giovanni Improtta : Giovanni Improtta
- 2013 : Casa da Mãe Joana 2 : Juca
- 2014 : Isolados

### Comme réalisateur
- 1983 : Louco Amor (série télévisée) 1 épisode
- 1984 : Transas e Caretas (série télévisée)  1 épisode
- 1987 : Corpo Santo (série télévisée)
- 1987 : Helena (série télévisée)
- 1987 : Carmem (série télévisée)
- 1996 : Sai de Baixo (série télévisée)
- 2013 : Giovanni Improtta